# Dehidroglukonat dehidrogenaza
Dehidroglukonat dehidrogenaza (EC 1.1.99.4, ketoglukonatna dehidrogenaza, alfa-ketoglukonatna dehidrogenaza, 2-keto-D-glukonatna dehidrogenaza, 2-oksoglukonatna dehidrogenaza) je enzim sa sistematskim imenom 2-dehidro--glukonat:akceptor 2-oksidoreduktaza. Ovaj enzim katalizuje sledeću hemijsku reakciju
2-dehidro--glukonat + akceptor {\displaystyle \rightleftharpoons } 2,5-didehidro--glukonat + redukovani akceptor
Ovaj enzim je A flavoprotein.

## Literatura
- Nicholas C. Price; Lewis Stevens (1999). Fundamentals of Enzymology: The Cell and Molecular Biology of Catalytic Proteins (Third изд.). USA: Oxford University Press. ISBN 019850229X.
- Eric J. Toone (2006). Advances in Enzymology and Related Areas of Molecular Biology, Protein Evolution (Volume 75 изд.). Wiley-Interscience. ISBN 0471205036.
- Branden C; Tooze J. Introduction to Protein Structure. New York, NY: Garland Publishing. ISBN 0-8153-2305-0.
- Irwin H. Segel. Enzyme Kinetics: Behavior and Analysis of Rapid Equilibrium and Steady-State Enzyme Systems (Book 44 изд.). Wiley Classics Library. ISBN 0471303097.

## Spoljašnje veze
- Dehydrogluconate+dehydrogenase на 